# Липовицы (Нижегородская область)
Липови́цы — деревня в Павловском районе Нижегородской области. Входит в состав Варежского сельсовета.

## История
Первые сведения о Липовицком погосте находятся в писцовых книгах 1628-30 годов, на погосте значилась церковь святого страстотерпца Христова Георгия. По писцовым книгам 1676 года в погосте Липовицком построена новая деревянная церковь во имя Пресвятой Богородицы Казанской в 1657 году. Из грамоты данной в 1797 году епископом Владимирским Виктором на построение каменного храма видно, что в том время в погосте была ветхая деревянная церковь в честь Казанской иконы Пресвятой Богородицы. В 1807 году была устроена трапеза каменного храма, что касается главного храма, то он был построен в 1812 году и освящен в честь Воздвижения Животворящего креста Господня. В 1873 году трапеза храма была разобрана до основания и устроена в более обширных размерах, в то же время построена заново и каменная колокольня. В погосте Липовецком с 1883 году имелась церковно-приходская школа, учащихся в 1896 году было 79.
В конце XIX — начале XX века Липовицкий погост входил в состав Варежской волости Муромского уезда Владимирской губернии, с 1926 года — в составе Арефинской волости. В 1859 году в деревне числилось 8 дворов, в 1905 году — 7 дворов, в 1926 году — 11 дворов.
С 1929 года село входило в состав Кряжевского сельсовета Павловского района Горьковского края, с 1936 года — в составе Горьковской области, с 1954 года — в составе Варежского сельсовета.

## Население
| 1859 | 1905 | 1926 | 2002 | 2010 |
| ---- | ---- | ---- | ---- | ---- |
| 40   | ↘33  | ↗40  | ↘8   | ↘4   |